# Creatieve destructie

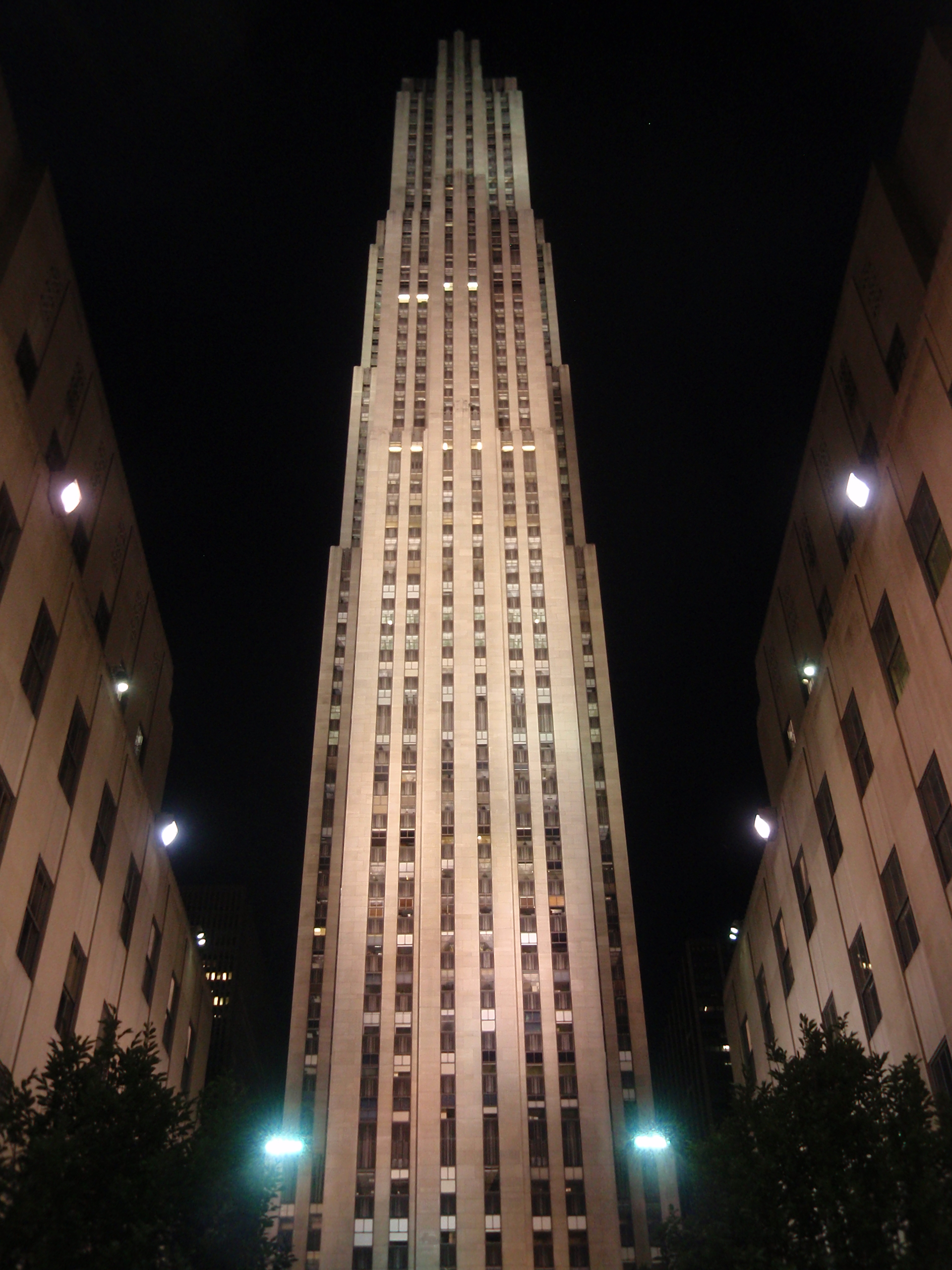
Het GE Building in het Rockefeller Center. Richard N. Foster en Sarah Kaplan betrokken creatieve vernietiging op de S&P 500. Van de 500 bedrijven die er vanaf 1957 op stonden, waren er in 1997 nog maar 74 over. Een van de meest succesvolle daarvan was General Electric dat het principe van creatieve vernietiging intern toepaste.

Creatieve destructie of creatieve vernietiging (creative destruction) is een proces van voortdurende innovatie, waarbij succesvolle toepassingen van nieuwe technieken de oude vernietigen. De term is afkomstig van de socioloog en econoom Werner Sombart. Sombart baseerde zich onder andere op de theorieën van Karl Marx.
Het concept is later overgenomen door marktgerichte neoliberale economen, maar is vooral bekend in de betekenis die Joseph Schumpeter eraan heeft gegeven.

## Bij Schumpeter
Hij hield technische innovatie voor de enige werkelijke bron van economische groei. Succesvolle innovatie verschaft tijdelijke marktmacht en surpluswinst, die de winsten en marktaandelen van op voorgaande technieken gevestigde bedrijven aantast. Zodra ook dit gemeengoed wordt, rest nog slechts normale winst, de normale vergoeding voor het aangewende kapitaal.
In een nooit eindigend proces van opkomst en ondergang worden oude bedrijven vernietigd door nieuwe. Daar technische innovatie volgens Schumpeter de enige manier is waardoor de welvaart kan toenemen, ziet hij niets in maatregelen waarbij ongericht geld in de economie wordt gepompt om groei te bevorderen. Ondanks de groei dacht Schumpeter dat het proces uiteindelijk niet vol te houden was. Niet alleen zou het kapitalisme de overbodige instituties vernietigen, maar uiteindelijk ook degene die noodzakelijk zijn voor haar voortbestaan, vergelijkbaar met de feodale maatschappij die ook zichzelf ondergroef.
Diverse denkers hebben de periode van deregulering en financialisering, ca. 1970 tot heden, in Schumpeters termen geanalyseerd. De Noorse econoom Erik S. Reinert spreekt bijvoorbeeld van "financiële creativiteit gecombineerd met de vernietiging van echte waarde", met als voorbeeld het gebruik om bedrijven over te nemen alleen om ze daarna op te breken (Reinert en Daastøl 2011).

## S&P 500
Richard N. Foster en Sarah Kaplan betrokken creatieve vernietiging op de S&P 500. De eerste S&P index begon in 1923 en betrof 90 grote Amerikaanse bedrijven. De bedrijven op deze oorspronkelijke lijst bleven daar gemiddeld 65 jaar op staan. In 1998 was dit bij de uitgebreide S&P 500 nog maar 10 jaar. Van de 500 bedrijven die er bij het begin van de S&P 500 in 1957 op stonden, waren er in 1997 nog maar 74 over. Van die 74 presteerden er over die periode slechts 12 beter dan de index zelf. Slechts 2 bedrijven maakten geen deel uit van een industrietak die zelf beter presteerde dan de index. Dit waren General Electric en Johnson & Johnson.